# Tongde

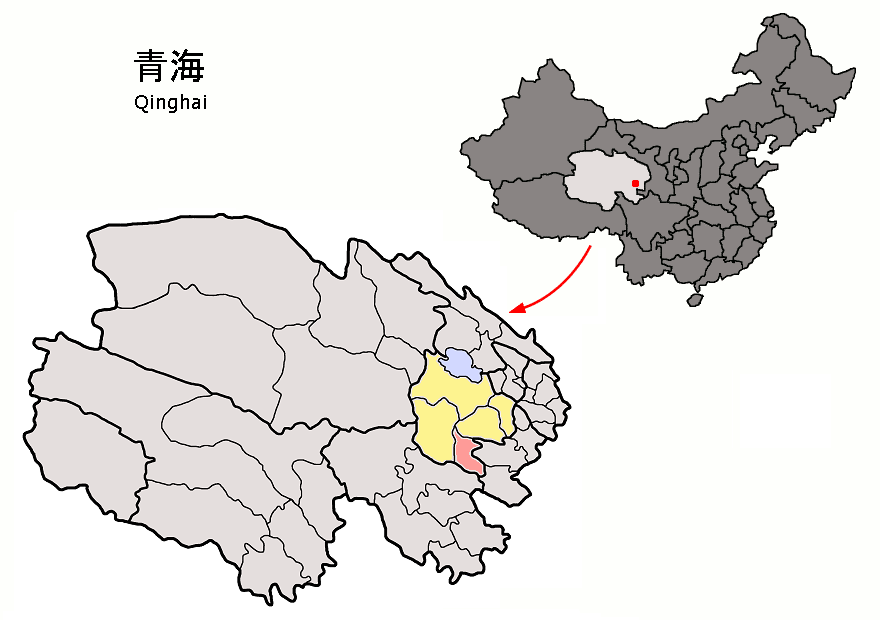
Lage des Kreises Tongde (rosa) im Autonomen Bezirk Hainan der Tibeter (gelb) in Qinghai

Der Kreis Tongde (同德县; Pinyin: Tóngdé Xiàn) gehört zum Autonomen Bezirk Hainan der Tibeter in der chinesischen Provinz Qinghai. Die Fläche beträgt 4.679 Quadratkilometer und die Einwohnerzahl 60.268 (Stand: Zensus 2020). 1999 zählte er 46.920 Einwohner. Sein Hauptort ist die Großgemeinde Gabasumdo (尕巴松多镇).

## Administrative Gliederung
Auf Gemeindeebene setzt sich der Kreis aus zwei Großgemeinden und drei Gemeinden zusammen. Diese sind (Pinyin/chin.):
- Großgemeinde Gabasumdo 尕巴松多镇
- Großgemeinde Tanggu 唐谷镇

- Gemeinde Bagou 巴沟乡
- Gemeinde Xiuma 秀麻乡
- Gemeinde Hebei 河北乡

## Ethnische Gliederung der Bevölkerung (2000)
Beim Zensus im Jahr 2000 hatte Tongde 48.741 Einwohner.
| Name des Volkes | Einwohner | Anteil  |
| --------------- | --------- | ------- |
| Tibeter         | 43.269    | 88,77 % |
| Han             | 4.779     | 9,8 %   |
| Hui             | 373       | 0,77 %  |
| Tu              | 136       | 0,28 %  |
| Salar           | 87        | 0,18 %  |
| Mongolen        | 69        | 0,14 %  |
| Dongxiang       | 6         | 0,01 %  |
| Uiguren         | 6         | 0,01 %  |
| Miao            | 5         | 0,01 %  |
| Sonstige        | 11        | 0,02 %  |